# Panagiōtīs Kalaitzakīs
Panagiōtīs Kalaitzakīs (in greco Παναγιώτης Καλαϊτζάκης?; Candia, 2 gennaio 1999) è un cestista greco.

## Biografia
È il fratello gemello di Giōrgos Kalaitzakīs, a sua volta cestista.

## Statistiche

### Eurolega
| Anno       | Squadra       | PG | PT | MP  | TC%  | 3P%  | TL%  | RP  | AP  | PRP | SP  | PP  |
| ---------- | ------------- | -- | -- | --- | ---- | ---- | ---- | --- | --- | --- | --- | --- |
| 2022-2023  | Panathīnaïkos | 25 | 7  | 8,3 | 48,8 | 45,5 | 62,5 | 1,2 | 0,3 | 0,4 | 0,1 | 2,4 |
| 2023-2024† | Panathīnaïkos | 30 | 0  | 5,9 | 51,0 | 25,0 | 100  | 0,9 | 0,2 | 0,2 | 0,0 | 2,1 |
| 2024-2025  | Panathīnaïkos | 32 | 10 | 7,4 | 40,0 | 19,0 | 72,2 | 0,8 | 0,4 | 0,5 | 0,0 | 1,8 |
| Carriera   | Carriera      | 87 | 17 | 7,1 | 46,4 | 30,2 | 73,8 | 0,9 | 0,3 | 0,4 | 0,0 | 2,1 |

### Eurocup
| Anno      | Squadra     | PG | PT | MP   | TC%  | 3P%  | TL%  | RP  | AP  | PRP | SP  | PP   |
| --------- | ----------- | -- | -- | ---- | ---- | ---- | ---- | --- | --- | --- | --- | ---- |
| 2021-2022 | Lietkabelis | 19 | 17 | 27,6 | 46,0 | 37,2 | 74,7 | 2,8 | 2,8 | 1,3 | 0,2 | 13,0 |
| Carriera  | Carriera    | 19 | 17 | 27,6 | 46,0 | 37,2 | 74,7 | 2,8 | 2,8 | 1,3 | 0,2 | 13,0 |

## Palmarès
- Campionato greco: 1

Panathinaikos: 2023-2024
- Coppa di Grecia: 1

Panathinaikos: 2024-2025
- Eurolega: 1

Panathinaikos: 2023-2024